# Canteloup (Calvados)
Canteloup è un comune francese di 190 abitanti situato nel dipartimento del Calvados nella regione della Normandia.

## Società

### Evoluzione demografica
Abitanti censiti